# 西伯利亞航空1812號班機空難
西伯利亞航空1812號班機空難是西伯利亞航空一班的來回以色列特拉維夫至俄羅斯新西伯利亞定期航班，2001年10月4日，一架圖-154客機於黑海上空爆炸，乌克兰一度否认坠机事故与其有关，但后承认这架飞机是被乌克兰军队导弹击落。

## 過程
索契的俄羅斯地面控制中心突然與客機失聯。此後不久，一位亞美尼亞飛機員報告說，莫斯科時間13:45（格林威治標準時間9:45）看到俄羅斯飛機於墜海前爆炸。西伯利亞航空1812號班機於黑海度假勝地索契西南190公里，土耳其北部沿海城鎮法特薩140公里，烏克蘭費奧多西亞東南東350公里附近墜毀，共有66名乘客和12名机组人员遇難。后有报道称这架客机被一具正在克里米亚半岛执行训练任务的S-200击落，乌克兰政府一开始否认了该消息并声称S-200所发射的导弹已被一枚S-300防空导弹摧毁，但最终乌克兰政府承认他们误击了这架民航客机。乌克兰政府向78名遇难者的家属共赔偿了1500万美元，平均每名遇难者家属获赔20万美元。
起因是烏克蘭演習發射的S-200飛彈在錯失80km處的模擬目標後因自毀措施未能運作而繼續飛行，S-200又是蘇聯少數具有主動雷達導引能力的防空飛彈，導致飛彈在已超過演習範圍與200km的設計最大射程距離上自力搜索鎖定並擊中了240km處的該架班機。
飛彈約在客機上空15~30m處爆炸，鋼珠式的破片損毀了機體並導致一些乘客當場死亡。該班客機並未第一時間就被嚴重摧毀，座艙通話記錄器還有錄下機組員在詢問飛機是不是被什麼東西擊中了的對話。